# 이춘식 (배우)
이춘식(李春植, 1941년 3월 22일 ~ )은 대한민국의 배우이다.

## 학력
- 서라벌예술초급대학 연극영화학과 전문학사

## 이력
- 2007년 4월 제40회 황토현동학축제 홍보대사

## 생애
- 1960년 연극배우 첫 데뷔하였고 1968년 DBS 동아방송 라디오 공채 4기 성우 데뷔한지도 1년 후 1969년 TBC 동양방송 공채 코미디언 1기 데뷔하였으며 이듬해 1970년 TBC 동양방송 공채 10기 탤런트 정식 데뷔하였다.

## 연기 활동

### 텔레비전 드라마
- 2023년 KBS 2TV 주말드라마 《효심이네 각자도생》... 황노식 역
- 2021년 KBS 1TV 대하드라마 《태종 이방원》 ... 김내관 역
- 2020년 KBS 1TV 저녁 일일드라마 《기막힌 유산》 ... 김종두 역
- 2015년 KBS 1TV 특별기획 대하드라마 《징비록》 ... 이정봉 역
- 2014년 KBS 1TV 특별기획 대하드라마 《정도전》 ... 득보아범 역
- 2003년 KBS 1TV 대하드라마 《무인시대》 ... 최환관 역
- 2001년 SBS 대하사극 《여인천하》 ... 방백인 역
- 1997년 KBS 2TV 주말연속극 《아씨》
- 1997년 KBS 2TV 방송 70년 KBS 50년 특별기획드라마 《파랑새는 있다》... 서춘식 역
- 1997년 KBS 2TV 수목드라마 《욕망의 바다》 ... 케이완 역
- 1996년 KBS 1TV 대하드라마 《용의 눈물》 ... 이시하 역
- 1994년 KBS 1TV 전원드라마 《대추나무 사랑걸렸네》 ... 서풍 역
- 1994년 KBS 2TV 주말연속극 《딸부잣집》
- 1994년 KBS 2TV 아침드라마 《창 밖에 부는 바람》
- 1993년 KBS 2TV 월화드라마 《일월》- 고일만 역
- 1992년 KBS 2TV 일일연속극《해뜰날》
- 1991년 KBS 2TV 수목드라마 《아스팔트 내 고향》
- 1991년 KBS 2TV 수목드라마 《도둑의 아내》
- 1991년 KBS 1TV 대하드라마 《왕도》 ... 걸치패 패거리 역
- 1990년 KBS 1TV 창사특집드라마 《왕조의 세월》... 미와 와사부로 역
- 1990년 KBS 2TV 수목드라마 《검생이의 달》
- 1990년 KBS 2TV 단막드라마 《TV 손자병법》
- 1989년 KBS 2TV 일일연속사극 《천명》
- 1987년 ~ 1988년 KBS2 일일연속사극 《꼬치미》
- 1987년 KBS 1TV 대하드라마 《이화》
- 1987년 KBS 2TV 주말연속극 《애정의 조건》
- 1986년 KBS1 주간드라마 《남십자성》
- 1985년 KBS 2TV 주말연속극 《열망》
- 1985년 ~ 1986년 KBS 2TV 일일연속사극 《꽃반지》
- 1984년 KBS 1TV 특집드라마 《함정》
- 1983년 KBS 1TV 특집드라마 《빛과 사슬》
- 1982년 KBS 1TV 반공드라마《지금 평양에선》 ... 오백룡 역

### 영화
- 1993년 《백백교》
- 1994년 《핑크빛 깡통》
- 2003년 《남남북녀》 ... 인민무력부장 역